# Silent Hill 4: The Room
Silent Hill 4: The Room (укр. Мовчазний пагорб 4: Кімната) — багатоплатформова відеогра в жанрах survival horror та action-adventure, четверта частина серії Silent Hill, розроблена японською командою Team Silent і видана компанією Konami у 2004 році для персональних комп'ютерів та ігрових приставок Xbox та PlayStation 2. Гра була випущено 17 червня 2004 року в Японії, 7 вересня — в Північній Америці, 17 вересня — в Європі. Теглайном Silent Hill 4 служить фраза: «Відкрий злі двері» (англ. Open The Door To Evil).
Сетинг гри успадковує основні елементи серії та являє собою якийсь аналог реального світу, що містить безліч містичної атрибутики. Дія гри розгортається в місті Ешфілд (англ. Ashfield), що знаходиться недалеко від Сайлент Хілла, відбувається в «реальному» світі та світі «сну», і зосереджено на головному герої Генрі, який намагається втекти із замкненої квартири. Сюжет Silent Hill 4 полягає в дослідженні інших світів, в які протагоніст потрапляє через дивні тунелі, що утворилися в його квартирі. Досліджуючи світи квартири, метро, ліси, водної в'язниці, будівлі та лікарні, Генрі намагається осмислити, що відбувається, врятуватися від монстрів і не стати жертвою серійного вбивці. Геймплей гри полягає у вирішенні загадок, пошуку необхідних предметів, дослідженні локацій, протистоянні головного героя та монстрів. Особливістю Silent Hill 4 вважається поява навігації від першої особи.
Гра отримала неоднозначні відгуки критиків через відхилення від класичної стилістики серії і застарілої геймплейної моделі. Silent Hill 4 очолила топ-чарти ігрових продажів у Японії, перебувала в десятці найпродаваніших ігор у Великій Британії, а її продажі на території Північної Америки видавцем були відзначені як «Сприятливі».

## Геймплей

### Основи ігрового процесу
Геймплей гри зосереджений на квартирі Генрі, в якій використовується вид від першої особи. Щоденник в квартирі — єдине місце збереження в грі. Розробники про подібну особливість Silent Hill 4 сказали наступне: «Якщо у вас будуть певні обмеження, то ви отримаєте від цього більше гострих відчуттів. Ви можете описати повернення в квартиру для збереження надокучливим та не зручним, але якщо надати гравцям можливість збереження в будь-якій точці, то це не буде настільки хвилююче». В інші рівні протагоніст потрапляє через таємничі отвори, що з'являються у ванній кімнаті та в пральні. У першій половині гри кімната також виліковує гравця. У другій половині Silent Hill 4 кімната охоплена примарами, які вселяються в різні предмети або просочуються крізь стіни. Примар можна виганяти за допомогою святих свічок та медальйонів.
В інших рівнях The Room гравець використовує класичний вид від третьої особи. На відміну від інших частин серії, у гравця є обмеження інвентарю, через яке доводиться залишати речі в кімнаті Генрі. В Silent Hill 4 основну увагу приділено боям, внаслідок чого складні загадки великою мірою спрощені. У другій половині гри протагоніста супроводжує його сусідка Ейлін, яка не може померти, поки вона перебуває з Генрі. Гравець також може забезпечити Ейлін зброєю. Кількість пошкоджень, які отримає Ейлін, визначає, з якою швидкістю вона рухатиметься назустріч своїй смерті під час битви з Уолтером Салліваном, котра вимагає від гравця вищої швидкості бою. Її виживання внаслідок цього зіткнення впливає на кінцівку гри. Загальна тривалість The Room становить приблизно 10 годин.

### Бойова система
Бойова система Silent Hill 4 багато в чому нагадує своїх попередниць з незначними відмінностями. У гравця є доступ до різноманітної зброї — ближнього та віддаленого бою. У деяких видів зброї є така характеристика як зношуваність — у ключок для гольфу, пляшки вина та інших — зрештою вони ламаються. Медальйони та свічки з часом втрачають свою силу. Істотною відмінністю також є наявність «простого» та «зарядженого» удару. Останній повільніший по швидкості, але завдає більше пошкоджень. Перший, навпаки, швидший, але менш ефективний.

### Вороги
У грі порядку одинадцяти різних видів ворогів. Деякі з них безсмертні (наприклад, інвалідні візки (англ. wheelchair) та привиди (англ. ghosts)), що викликало невдоволення у деяких критиків. Однак ця обставина не завадила останнім зайняти друге місце в рейтингу «П'ять моторошних монстрів» від журналу Ігроманія. Більшість із супротивників здатні до просторового переміщення (гумоголові (англ. gum head), пацієнти (англ. patient), слимаки (англ. tremer) і т. д.), за винятком настінників (англ. wall man), які в буквальному сенсі вросли в стіну, і поганок (англ. toadstool) — рудувато-коричневих рослин із закругленою «головкою» грибоподібної форми. Практично єдиним монстром, візуально схожим на супротивників з попередніх частин серії є винюхувачі (англ. sniffer dogs) — собакоподібні істоти з довгими язиками, що висмоктують кров зі своєї здобичі. Перед виходом The Room, монстра «близнюки» (англ. twin victims 07 + 08) котрий візуально виглядає як два зрощених немовляти, планувалося прибрати з гри, після того як в Домініканській Республіці народилося двоголове дитя.

## Сюжет

### Основна частина
Сюжет розгортається в квартирі 302 Саус Ешфілд Хейтс (англ. South Ashfield Heights). Гра оповідає про Генрі Тауншенда, який бачить сни, що здаються йому дійсністю. Через якийсь час він виявляє, що замкнений у своїй квартирі: двері завішані ланцюгами, телефон не працює, вікна розбити неможливо, годинники зупинилися, а телевізор показує лише перешкоди.
Через дивну дірку у ванній він вирушає в небезпечну подорож по паралельних світах. Спочатку Генрі відвідує покинуту станцію метро, де зустрічає жінку на ім'я Синтія Веласкез. Пізніше її вбиває невідомий. Повертаючись в свою квартиру, по радіо Генрі чує, що Синтія мертва в реальному світі. Так само вмирають ще три людини: Джаспер Гейн, Ендрю Десальво та Річард Бейнтрі. Почерк злочинця нагадує роботу покійного серійного вбивці Уолтера Саллівана. Генрі знаходить частини щоденника колишнього мешканця квартири 302, Джозефа Шрайбера, який розслідував цю справу. З нього він дізнається, що Уолтер був сиротою та вважав своєю біологічною матір'ю квартиру 302, в якій був знайдений.
Салліван намагається виконати ритуал «21 причастя», вбиваючи людей для «очищення своєї матері». Уолтер, будучи вже мертвим, залишається при цьому практично безсмертним. Генрі — намічена 21 жертва. Дитяче прояв Саллівана, малюк Воллі, перериває вбивство двадцятого жертви — Ейлін Гелвін, і вона приєднується до Генрі. Квартиру 302 починають населяти примари. з'являється привид Шрайбера, який повідомляє, що єдиний вихід — це смерть Саллівана. Незабаром Генрі отримує пуповину Волтера, що дозволяє його вбити. Далі слідує фінальна битва між Волтером та Генрі.

### Кінцівки ігри
Всього в грі представлено чотири варіанти різних сюжетних закінчень. Отримання кінцівки залежить від декількох моментів: наявності примар в квартирі 302, стан здоров'я Ейлін та її виживання в останньому бою. Традиційна для серії НЛО-кінцівка відсутня.
- Порятунок (англ. Escape) — інший світ починає руйнуватися, Салліван вмирає, а Генрі та Ейлін тікають геть. Малюк Воллі, померши, зникає. Через день, Генрі відвідує Ейлін в лікарні, де вона пропонує пошукати їм нову квартиру.
- Мати (англ. Mother) — та ж кінцівка, але кімната 302 залишається в іншому світі. Ейлін каже, що їй доведеться повернутися в стару квартиру.
- Смерть Ейлін (англ. Eileen's Death) — інший світ валиться, Генрі прокидається у своїй квартирі. Радіо повідомляє, що поліція виявила кілька тіл з вирізаними на них цифрами. Міс Ейлін Гелвін була направлена в госпіталь святого Джерома, але через сильні порізи померла.
- 21 причастя (англ. 21 Sacraments) — Волтер Салліван здійснює ритуал та возз'єднується зі своєю матір'ю — кімнатою 302. Після цього по радіо повідомляють, що поліція виявила тіла п'яти людей. Ейлін Гелвін, була відвезена в госпіталь, де через деякий час померла. В квартирі 302 знайдений знівечений труп чоловіка.

### Персонажі
В The Room дев'ять основних персонажів. Семеро з них чоловіки — включаючи головних протагоніста та антагоніста, дві — жінки. Шестеро з них гарантовано помруть під час гри, доля деяких залежить від отриманої кінцівки. Вважається, що персонаж гри Ендрю ДеСальво отримав своє ім'я на честь Альберта ДеСальво — передбачуваного Бостонського душителя; а Джаспер Гейн — в честь серійного вбивці Еда Гейна. Критики, в більшості своїй були задоволені голосами озвучування персонажів Silent Hill 4, художні особливості графіки героїв також заслужили похвали. 2005 року Акіра Ямаока зізнався, що їх характери були «трохи заслабкі». Планувалося, що одного з жіночих персонажів буде озвучувати Донна Берк, раннє працювала над ролями Клаудії Вульф в Silenth Hill 3 і Анджели Ороско в Silenth Hill 2, однак з невідомих причин вона так і не брала участь в проєкті. До виходу гри розробники натякали, що в Silent Hill 4 будуть задіяні персонажі з минулих частин серії (преса припускала, що можливо одним з них буде Джеймс Сандерленд), однак ними виявилися Волтер Салліван та Джозеф Шрайбер.
- Генрі Таунсенд (англ. Henry Townshend) — 28-річний фотограф. Все, що про нього відомо, — це те, що два роки тому він переїхав в квартиру номер 302 будинки Саус Ешфілд Хейтс (англ. South Ashfield Heights) Південного Ешфілд. Але п'ять днів тому він виявив, що замкнений у власній кімнаті та єдиний вихід — через велику діру у ванній[27]. Так і починається його подорож в потойбічний світ. Генрі — «звичайний» людина, який був описаний Konami як інтроверт[6][33]. За підсумками SMS-голосування, що проводилося з 26 жовтня по 1 грудня 2004 року журналом Ігроманія, Генрі зайняв останнє четверте місце в чарті найбільш пам'ятних головних героїв серії — йому було віддано всього 80 голосів з 1022[32][34]. Персонажа озвучує Ерік Боссік (англ. Eric Bossick)[35]. Боссік, відповідаючи на питання, чи легко було грати Генрі, сказав: «Це легше, ніж у кіно, оскільки при зніманні камерою все має бути відіграно ідеально. Труднощі були з захопленням руху, оскільки багато роботи відбувається у власній уяві. У нас немає декорацій — лише порожня кімната, по якій потрібно ходити в костюмі зі світловідбиваючими точками. У цьому порожньому, заповненому тютюновому димом приміщенні ви повинні уявляти стіни, вкриті плоттю, просочуються примар, гадаючи, як все це виглядає з боку». Ерік зізнався, що при роботі його надихали образи Пірамідоголового та Валтіеля. У відповідь на критику свого персонажа актор відповів: «Як правило, ігрові персонажі не бувають продуманішими, чи не так ? Але я ціную зростаючу тенденцію глибшого занурення в ігри, оскільки вони дедалі більше зближуються з кіно, перетворюючись на інтерактивний фільм»[36].
- Ейлін Гелвін (англ. Eileen Galvin) — двадцятип'ятилітня сусідка Генрі, мешканка номера 303[27]. Жертва № 20121. Протагоніст виявить її в квартирі 303, спливала кров'ю, пізніше — в палаті госпіталю, з переломами та синцями, але живу. Генрі проходить з міс Гелвін по паралельних світах другу половину гри. Таунсенд може забезпечити її зброєю, щоб вона захищалася від монстрів. Від стану Ейлін залежать кінцівка гри. Персонажа озвучує Анна Каннек (англ. Anna Kunnecke)[35].
- Френк Сандерленд (англ. Frank Sunderland) — шістдесятирічний керуючий житлового будинку, в якому живе Генрі, Ейлін та інші[27]. Під час гри намагається потрапити в квартиру 302, турбуючись за свого постояльця, проте це йому не вдається. Зберігав пуповину Волтера Саллівана понад 30 років. Мається на увазі, що Френк є батьком Джеймса Сандерленда[15][27].
- Джозеф Шрайбер (англ. Joseph Schreiber) — попередній мешканець кімнати 302. Вік: близько 40 років. Джозеф працював журналістом, розслідуючи справи про вбивства. жертва № 15121. Якщо бути уважним, то в першому епізоді гравець управляє взагалі не Генрі, а Шрайбером. Кінцівку вступу можна розуміти як останні моменти життя Джозефа. Персонажа озвучує Роберт Белгрейд (англ. Robert Belgrade)[35].
- Синтія Веласкез (англ. Cynthia Velasquez) — перша людина, якого Генрі зустрічає в потойбічному світі. Вважає, що все, що відбувається — сон, тому натякає Генрі на можливий секс[27]. Синтія — 16 жертва Волтера. Зарізана, пізніше з'являється в образі примари. Ідейним натхненником образу примарною Синтії стала Садако з фільму «Дзвінок». персонажа озвучує Ліза Ортіс (англ. Lisa Ortiz)[35].
- Джаспер Гейн (англ. Jasper Gein) — дивний та неадекватний хлопець, що страждає заїканням. Зустрічається в світі Ліси й у притулку «Будинок бажань». захоплюється надприродними подіями та окультними науками. Цікавиться діями культу Далії. Спалений Салліваном як 17 жертва. Далі є в образі примари, охопленого полум'ям. згідно з базою даних Internet Movie Database, персонажа озвучує Кліффорд Ріппель (англ. Clifford Rippel)[35], хоча в інтерв'ю він заперечував свою участь в проєкті[37].
- Ендрю ДеСальво (англ. Andrew DeSalvo) — зустрічається в світі Водної в'язниці, будучи замкненим в клітці. Вік: за п'ятдесят. Ендрю був одним з охоронців в дитячому притулку «Будинок бажань», де Волтер провів своє дитинство. ДеСальво вбив друга дитинства Саллівана — Боба. За пияцтво та систематичні знущання діти називали його «Жирна свиня». Ендрю, будучи вісімнадцятого жертвою Волтера, втоплений у воді.
- Річард Брейнтрі (англ. Richard Braintree) — ще один сусід Генрі з квартири 207 — Річард[27]. Вік: сорок п'ять років. Дуже запальний та жорстокий чоловік. Він поводився агресивно, помічаючи маленького Волтера, який приходив дивитися на квартиру 302. Брейнтрі — дев'ятнадцятого жертва Волтера. Причина смерті: спалений на електричному стільці. Його примарна форма вміє переміщуватися.
- Волтер Салліван (англ. Walter Sullivan) — маніяк, який орудував в Сайлент Хілл, був народжений в номері 302 і кинутий батьками. З часом став вважати кімнату 302 своєю матір'ю. Після вбивства десяти чоловік, був арештований поліцією та ув'язнений у в'язницю, де скоїв самогубство, встромивши заточену ложку в сонну артерію. Його суїцид, як частина ритуалу 21 Sacraments («21 Причастя»), Створив інший світ[23]. У грі також з'являється і молоде втілення Волтера[38]. Персонажа озвучує Денніс Фелт (англ. Dennis Falt)[35].

## Виробництво та реліз

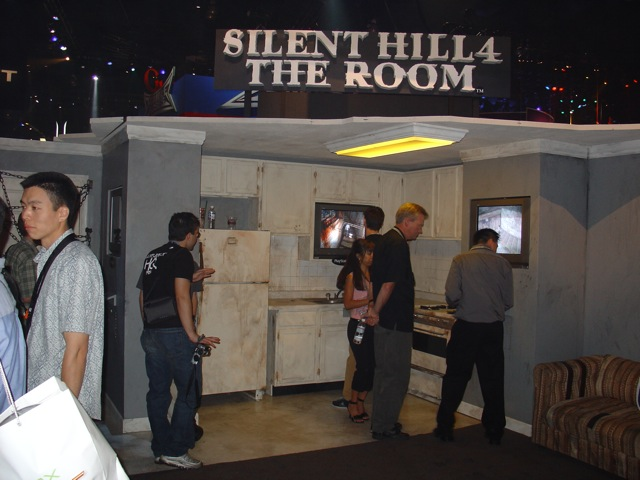
Silent Hill 4: The Room на E3 в 2004

### Загальна інформація
Четверта частина серії Silent Hill була розроблена групою Team Silent під керівництвом компанії Konami Computer Entertainment Tokyo. Роботи над The Room почалися після випуску Silent Hill 2, паралельно з Silent Hill 3. Творці задалися метою реалізувати свіжий стиль гри, який б задав новий напрям серії. Вперше новини про розробку були оприлюднені в жовтні 2003 року. Konami офіційно підтвердила цю інформацію в День Геймерів 2004. Silent Hill 4 був спродюсований Акірою Ямаока, який так само виступав звукорежисером та композитором. Робоча назва гри — Room 302. За інформацією деяких ігрових видавництв, гра спочатку розроблялася як спін-офф.
Silent Hill 4: The Room була представлена на конференції Electronic Entertainment Expo, що проходила 12-14 травня 2004 року в Лос-Анджелесі, під час якої було оголошено, що гра не стане консольним ексклюзивом та вийде у тому числі на PC. В South Hall був окремий стенд, що виглядає як «справжнісінька кімната, вивернута обшарпаним стінами назовні». На вході розташувалися сміттєві баки і калюжа «незрозумілою субстанції». Зсередини стенд являв собою «кухню з постарілим та забризканий кров'ю кахлем» та «брудними вікнами». Над «іржавими раковинами» перебував вмонтований екран, джойстик був приєднаний до умивальника, шнур від якого йшов углиб сантехнічних комунікацій. На TGS, що проводилася 24-26 вересня 2004 року в Токіо, ігровим стендом слугувала частина квартири — зокрема білий унітаз, в якому були комахи, і модель діри, зі шматком труби, що стирчав.
Вперше Silent Hill 4: The Room була випущена в Японії 17 червня 2004 року. До Північної Америки та Європи реліз дійшов 7 вересня. Геймери, які купили гру по попереднім замовленням, безкоштовно отримали диск з саундтреком. Гра, поряд з двома попередницями у версії PS2, була повторно перевидана 2006 року як частина європейського збірника Silent Hill Collection через випуск фільму по першій частині Сайлент Хілл. Ще одне перевидання відбулося 2009 року. Майкрософт підтвердила, що порт з Xbox сумісний з консоллю Xbox 360.

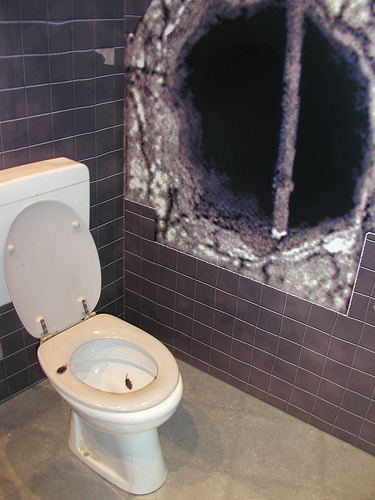
Модель діри в квартирі Генрі на GC 2004

Silent Hill 4 очолив топ-чарти ігрових продажів в Японії, але впав до 10-го місця через тиждень. Згідно з офіційними заявами Konami продажі гри в Північній Америці пройшли «сприятливо».
Цубояма визнав, що реакція японських геймерів на The Room була негативною, оскільки вони «… хочуть грати в короткі ігри, в яких одномоментно можна робити багато речей… Очевидно, що є різниця між тим, що хочуть геймери, і чого хочемо ми. В результаті зворотний зв'язок не зовсім адекватна».
The Room не була включена в перевидання Silent Hill HD Collection. Продюсер проєкту Томм Хьюллет заявив, що його команда намагається зосередитися на тому, що фанатам подобається найбільше. За словами Томмі — якщо «ви фанат Silent Hill, то найбільше любите другу або третю частину», тим самим відкидаю ідею появи гри в HD в справжній момент, хоч і залишаючи таку можливість у майбутньому.
Silent Hill 4 — заключна гра, розроблена нині не існуючою групою Team Silent. Усі наступні сиквели, приквел і нові інтерпретації були створені хоч і під керівництвом Konami, але вже іншими розробниками.

### Трейлери та реклама
До виходу гри розробники випустили два тизер-трейлера та чотири звичайних. На E3 2004 демонструвалися дві версії трейлерів, в яких показувалися не тільки фрагменти гри, але і кінематографічна знімання за участю живих акторів.
Як промоушен були випущені кілька рекламних роликів. Один-для Сполучених Штатів Америки, тривалістю в тридцять одну секунду. У ньому миготіли кадри з гри, що супроводжувалися написами: «Вони знають твій страх» (англ. They know what your fear), «Вони знають, де ти живеш» (англ. They know where your live), «Вони поряд з тобою» (англ. They live here too). Два (звичайна 31-секундна та укорочена 15-секундна версії) -для Японії. У них був зображений підліток азіатської зовнішності, який грає в Silent Hill 4. Його перериває стукіт у двері. Крупним планом показується реальна кімната, трансформуються в квартиру 302.
Розвиваючи тему відео Usagi, Був змонтований короткий тридцятисекундний ролик Silent Hill Robbie за авторством Такайосі Танаки (спільно з Акірою Ямаока та Сасуке Хонда). У ньому Роббі крокує вздовж білого простору, зупиняючись біля чорного туалету. Камера періодично змінює ракурс під темп музичного супроводу та тремтить від чорних смуг. Один заєць кидає тіло іншого зайця близько унітазу. Показується група зайців йдуть вперед уздовж однієї лінії. Завершальна сцена демонструє як один заєць перевозить іншого на медичної каталці. Обривається відео перешкодами.

### Концепція та вплив
Концепція нової структури гри — ідея кімнати як «найбезпечнішою частини вашого світу», і згодом, трансформація її в небезпечну зону. На першому публічному показі проєкту в Сан-Франциско Акіра Ямаока заявив, що розробники спростують вираз «мій будинок — моя фортеця», дискредитуючи поняття будинку як притулку, укриття, захисту від небезпек зовнішнього світу. Вид від першої особи з'являється в цій локації з метою виклику клаустрофобії у геймерів. Розробники зберегли класичний вид від третьої особи у всіх інших локаціях, щоб зробити акцент на екшен та бойову систему.
Масаші Цубояма, дизайнер Silent Hill 4, прокоментував ігрові нововведення The Room. Він заявив, що оскільки гра являла собою четверту частину серії, команда розробників хотіла істотних відмінностей у порівнянні з минулими іграми. Він зауважив, що раніше Silent Hill нагадував лінійну карту, виглядають як сюжетний шлях в одну сторону, і приміщення центральної частини в середину надає основної сюжетної лінії тривимірності. Вид від першої особи був створений з метою продемонструвати різницю атмосфер, а також протестувати можливості майбутніх втілень Silent Hill. «Ми впевнені, що вже можемо висловити жах через шутер… Думаю, що фани дійсно зійдуть з розуму, якщо ми змішаємо Silent Hill з деякими елементами, скажімо, Splinter Cell. Важко сказати, як шанувальники будуть реагувати на це. Проте ми відчуваємо багато обмежень у створенні хоррора. Ми повинні зосередитися на тому, що хоче гравець, за що він платить. І в той же час ми маємо намір передати те, що самі хочемо сказати про ігри».
Акіра Ямаока, розповідаючи про виробництво Silent Hill 4, повідомив: «Найважливішою річчю в виробництві ігор жанру жахів, як мені здається, є реалістичність. Достатньо значимо, чи можете ви достовірно висловити дійсність. Якщо це не так, то люди будуть відчувати різницю світів… Якщо у вас це вийде, то люди будуть відчувати нагнітається атмосферу страху. Вони будуть почувати відмінності між тим, що відбувається в реальному світі та світі гри, і ще більше злякаються. Реальний світ потребує правдивості, а інший, навпаки, вимагає небачених монстрів! The Room наповнена великою кількістю справжніх відчуттів та природних проявів життя, що викликають у гравців занепокоєння та змушують презирливо зморщить лоб. Я зосередився на збереженні балансу між цими двома складовими. Здається, люди будуть так само реагувати і в майбутнім… звичайно майбутнє передбачити неможливо, адже ми не можемо знати, що з нами станеться після. Жах полягає в тому, коли не розумієш, що з тобою відбувається. Я вважаю, що кожний може відчути атмосферу жаху грі».
Автор статті BBC Collective 2004 року зазначив, що The Room, як і попередні релізи, посилається на фільм «Драбина Якова». У статті також згадується, що протагоніст Генрі схожий на актора Пітера Краузе, інші рецензенти відзначали схожість з Ештон Кутчер. Архітектура кімнати та поява в ній дірок порівнювалися з неевклідових простором в романі Марка Данилевський «Будинок листя» (англ. House of Leaves). Інші алюзії відсилали до роману «Дитина Розмарі» Айри Левіна, серіалу «Твін Пікс» та розповіді «1408» Стівена Кінга. Творці зізналися, що фільм «Діти з камери зберігання» Рю Муракамі також був ідейним натхненником ігри. Ігрова преса також зазначила відсилання до фільмів «Дзвінок», «Зловісні мерці», «Вікно у двір», «Бути Джоном Малковичем», «Страшили», «Полтергейст» та аніме-серіалу «Neon Genesis Evangelion».
Акіра Ямаока, обговорюючи розбіжності між японськими та голлівудськими жахами зазначив, що японські має тенденцію показувати невидимого ворога, теми помсти, ненависті, сумною сюжетної лінії. Голлівудські жахи зосереджуються на злих духів, зомбі та спецефектах. «Сучасний американський хоррор — як таких представників як Стівен Кінг і Девід Лінч, — дійсно впливав на нас. Таким чином, ми, японці, створювали хоррор із західного стилістикою, що надавало йому незвичайності».

## Ігровий рушій
Спочатку Konami планувала розробити для Silent Hill 4 спеціальний рушій гри та випустити гру на PlayStation 3, однак, затримка виходу нової консолі не привела до реалізації цих планів. Згодом розробники уклали угоду з Хідео Кодзіма з метою використання технології рушія Metal Gear Solid 3. Однак і від цієї ідеї було вирішено відмовитися. В результаті, в основі The Room був використаний перероблений рушій від Silent Hill 3.

### Відгуки критиків
Рецензенти по-різному характеризували графіком гри. В The Room «… достатньо посередня графіка — на голову нижче, ніж те, що ми бачили в Silent Hill 3». «Ресурси… PlayStation 2, на жаль, практично вичерпані, тому все, що залишається розробникам, — це вичавлювати останні соки з старого рушія та відчайдушно допрацьовувати анімацію».
Однак говорилося й протилежне: розробники «зробили упор не на кількості рухомих об'єктів, а на деталізації монстрів та навколишнього світу. Крім того, враховуючи той факт, що сутички з монстрами будуть відбуватися один на один, Silent Team використовувала текстури високого дозволу та абсолютно реалістичні світлові ефекти».
Втім, були думки, що об'єднували попередні два висловлювання: "Silent Hill 4 — той випадок, коли спочатку роблять візуальний ряд, а вже потім пишуть відповідний сценарій. Konami вкотре згодовує народу одні й ті ж локації… але обставляє це зі смаком, не економлячи на деталях. Блякла, місцями мало не монохромна, палітра укупі з кінематографічними ракурсами віртуальної камери та традиційним ефектом плівкового "зерна « підсилюють враження, і тільки мутні текстури антуражів псують фотографічний вид».

## Саундтрек

### Загальна інформація
Саундтрек до Silent Hill 4: The Room, написаний на стику таких жанрів як індастріал, нойз та рок, вийшов 17 червня 2004 року на двох дисках, перший з яких містив обрані музичні треки з гри, а другий — аудіокнига на старому японському діалекті. Композитором альбому виступив Акіра Ямаока, автором лірики — Хіроюкі Оваку. У європейській версії саундтреку друге CD відсутня, оформлення дисків також різна. Окремо було випущено обмежене видання (Limited Edition), преміум диск (Premium disc), Robbie Tracks та радіопостановка JP release bundle CD.
В альбомі представлено п'ять вокальних композицій — в чотирьох з них основним вокалістом є Мері Елізабет МакГлін («Tender Sugar», «Your Rain», «Room of Angel», «Waiting For You»), в одній — Джо Ромерса (який також переклав лірику пісень на англійську). 2010 року на пісню «Cradle Of Forest» Ромерса, спільно з МакГлін та Ямаока, зняли однойменний кліп.
Спілкуючись з представниками преси в Сан-Франциско, Акіра Ямаока заявив, що приділяв багато уваги написання саундтрека. Спочатку було невідомо, чи буде музика виходити на окремому диску — «Навіть якщо Konami скаже, що їм не потрібен саундтрек, я його напишу — а там вже від них все залежить». Згодом основний альбом поширювався як бонус за попереднім замовленням гри, а треки були доступні для безкоштовного скачування на офіційному сайті Silent Hill 4.
Говорячи про процес створення музики для серії Silent Hill, і визначаючи її стиль, композитор обмовився: «Гнів та печаль ми висловлюємо однаково. Я ставлю перед собою завдання раз за разом робити їх прояву більш різноманітними… Ледве ви чуєте перші звуки Silent Hill, ви одразу занурюєтеся в його світ. Так що я б, мабуть, назвав цей стиль „ляльководом“».
Марі Елізабет МакГлін, описуючи свої почуття до треку «Waiting For You», що імітує живий виступ в одному з клубів Сайлент Хілла, сказала: «Я зовсім не в курсі, чому Waiting For You не увійшла в Silent Hill 4 в оригінальному варіанті. Хоча використовувати записані нами пісні в грі чи ні — особиста справа Konami… Акіра володіє феноменальним талантом! Коли я слухала цей ремікс вперше, то відчувала, як ніби справді виступаю живцем, скажімо на стадіоні Вемблі (стадіон)».
Альбом увійшов до збірки Silent Hill Sounds Box. Коротка версія пісні Your Rain була включена у відеоігри Dance Dance Revolution Extreme та Dance Dance Revolution SuperNova. Як відеоряд до першої гри виступав ролик, в якому Синтія співає під дощем, сидячи на старому дивані та танцюючи на майданчику.

### Критика
Альбом, в більшості своїй, отримав позитивну оцінку критиків:
| «Саундтрек не просто поділяється на атмосферне та ліричний, він розділений на динамічний та розмірений… Атмосферна частина, як завжди, вище всяких похвал — Акіра продовжив працювати з ембіентних шумами, індустріальні нотки отримали новий розвиток… Саундтрек, безумовно, вдався. Ні, він не вивів серію на новий рівень, але він розширив глибину сприйняття настільки, що говорити про нові рівнях стає безглуздо». |

Однак висловлювалися і протилежні точки зору:
| "[ Композитору] дифірамбів не буде. Індустріальний " нойз « остаточно втратив соковитість, а титульну пісню можна прямо зараз відправляти на звітний концерт „Фабрики зірок“». |

Рецензенти від порталу  «Square Enix Music Online»  по-різному оцінювали ігровий саундтрек. Критик Sitorimon написав захоплений відгук, поставивши альбому 9 балів з 10 можливих. Позитивно охарактеризовано вокальні композиції та музичні інтерлюдії. Tender Sugar охарактеризована як повільна, низькочастотна гітарна композиція в стилі дарквейв, яка задає тон всьому альбому; Cradel Of Forest з вокалом Джо Ромерси як «помітна рок-пісня»; Your Rain визнана свого роду «гімном» збірника; Room Of Angel-«самим похмурим треком альбому»; а Waiting For You «чіпляє слухача гранжеве роком». Доповнення Inescapable Rain In Yoshiwara, за словами автора, могло б сприйматися краще, якщо б воно було озвучено англійською мовою.
Критик Resk був стриманіший в оцінках, і відзначив альбом 7 балами з 10. Легкий дисонанс більшості треків названий відмінною рисою серії Silent Hill. Позитивно відзначено такі треки як Traversing the Portals of Reality, Into the Depths of Self Discovery, і Fortunate Sleep — Nonne Disturb Her Dead (являє собою атмосферну композицію «з легким бітом ударних інструментів… та фантастичною сумішшю фортепіано та синтезатора»). Голос Ромерси в альбомі названий «недоречним» та «неправильним». На противагу поставлено «сильне вокальне» та емоційне виконання МакГлін. У заключній характеристиці альбом названий «не настільки вражаючим, як попередні роботи серії».
Рецензет Resk також оцінив Limited Edition-версію альбому, видану спеціально для Північної Америки, в 6 балів з 10. Із семи нових треків «гідним є тільки один-Lifetime». Позитивно охарактеризовано ремікси на композиції Fortunate Sleep, Resting Comfortably, Your Rain і Tender Sugar. Підбиваючи підсумок, автор відзначає малу кількість свіжого матеріалу та заявляє: «Грубо кажучи, альбом розчаровує. Всі разом узяті композиції створюють достатньо приємне враження, але кожний елемент сам по собі достатньо слабкий».
Позитивно пресою був зустрінутий реліз Robbie Tracks, який поширювався разом з футболкою, яка зображує зайчика Роббі: «[ Міні-альбом] — це три техно-треку…, назви яких вказують на мовну приналежність використаних в композиціях слів… З цим персонажем також пов'язаний відомий ролик „Usagi“… У ролику звучить техно — це мабуть і є зв'язок гри з музичним диском. Логіка проста: зайчики люблять техно!». Оцінка альбому 7 з 10.

### Список композицій
| Silent Hill 4: The Room Original Soundtracks (Disc 1) | Silent Hill 4: The Room Original Soundtracks (Disc 1)                                                 | Silent Hill 4: The Room Original Soundtracks (Disc 1) |
| #                                                     | Назва                                                                                                 | Тривалість                                            |
| ----------------------------------------------------- | --- | ----------------------------------------------------- |
| 1.                                                    | «Tender Sugar» (performed by Mary Elizabeth McGlynn)                                                  | 5:32                                                  |
| 2.                                                    | «Waverer»                                                                                             | 2:54                                                  |
| 3.                                                    | «Fortunate Sleep — Noone Disturb Her Dead —»                                                          | 2:06                                                  |
| 4.                                                    | «Melancholy Requiem»                                                                                  | 3:53                                                  |
| 5.                                                    | «Confinement»                                                                                         | 2:27                                                  |
| 6.                                                    | «Drops of Shame»                                                                                      | 2:49                                                  |
| 7.                                                    | «The Suicidal Clock Chime»                                                                            | 1:10                                                  |
| 8.                                                    | «Silent Circus»                                                                                       | 2:55                                                  |
| 9.                                                    | «Traversing the Portals of Reality»                                                                   | 2:03                                                  |
| 10.                                                   | «Into the Depths of Self Discovery»                                                                   | 2:55                                                  |
| 11.                                                   | «Cradel of Forest» (performed by Joe Romersa and backing by Mary Elizabeth McGlynn)                   | 6:30                                                  |
| 12.                                                   | «Resting Comfortably»                                                                                 | 0:51                                                  |
| 13.                                                   | «Nightmarish Waltz»                                                                                   | 3:09                                                  |
| 14.                                                   | «Pulsating Ambience»                                                                                  | 3:04                                                  |
| 15.                                                   | «Your Rain» (performed by Mary Elizabeth McGlynn)                                                     | 4:42                                                  |
| 16.                                                   | «The Last Mariachi»                                                                                   | 1:37                                                  |
| 17.                                                   | «Wounded Warsong»                                                                                     | 3:12                                                  |
| 18.                                                   | «Underground Dawn — Never Come»                                                                       | 2:12                                                  |
| 19.                                                   | «Fever Chill»                                                                                         | 2:28                                                  |
| 20.                                                   | «Remodeling»                                                                                          | 2:54                                                  |
| 21.                                                   | «Room of Angel» (performed by Mary Elizabeth McGlynn)                                                 | 7:08                                                  |
| 22.                                                   | «Waiting for You ~ LIVE at Heaven's Night ~ (unreleased tunes)» (performed by Mary Elizabeth McGlynn) | 6:19                                                  |
| 72:50                                                 | |                                                       |

| Silent Hill 4: The Room Original Soundtracks (Disc 2) | Silent Hill 4: The Room Original Soundtracks (Disc 2) | Silent Hill 4: The Room Original Soundtracks (Disc 2) |
| #                                                     | Назва                                                 | Тривалість                                            |
| ----------------------------------------------------- | ----------------------------------------------------- | ----------------------------------------------------- |
| 1.                                                    | «Ichikotsu (D)»                                       | 7:18                                                  |
| 2.                                                    | «Tangin (E)» (Instrumental)                           | 1:37                                                  |
| 3.                                                    | «Hyoujou (F)»                                         | 8:47                                                  |
| 4.                                                    | «Shosetsu (F Sharp)»                                  | 5:35                                                  |
| 5.                                                    | «Shimomu (G)» (Instrumental)                          | 2:19                                                  |
| 6.                                                    | «Soujou (G Sharp)»                                    | 4:26                                                  |
| 7.                                                    | «Fushou (A)»                                          | 4:38                                                  |
| 8.                                                    | «Oushiki (A Sharp)»                                   | 7:07                                                  |
| 9.                                                    | «Rankei (B)»                                          | 2:54                                                  |
| 10.                                                   | «Banshiki (C)»                                        | 3:39                                                  |
| 11.                                                   | «Shinsen (C Sharp)»                                   | 4:36                                                  |
| 12.                                                   | «Kamimu (D)»                                          | 4:08                                                  |
| 57:04                                                 |                                                       |                                                       |

| Silent Hill 4: The Room Limited Edition Soundtrack | Silent Hill 4: The Room Limited Edition Soundtrack                                                    | Silent Hill 4: The Room Limited Edition Soundtrack |
| #                                                  | Назва                                                                                                 | Тривалість                                         |
| -------------------------------------------------- | --- | -------------------------------------------------- |
| 1.                                                 | «Room of Angel» (performed by Mary Elizabeth McGlynn)                                                 | 6:40                                               |
| 2.                                                 | «Melancholy Requiem»                                                                                  | 3:53                                               |
| 3.                                                 | «Cradel of Forest» (performed by Joe Romersa)                                                         | 6:34                                               |
| 4.                                                 | «Sliced»                                                                                              | 1:06                                               |
| 5.                                                 | «Fortunate Sleep — Cat Scratchism Mix»                                                                | 3:05                                               |
| 6.                                                 | «Mayheim I»                                                                                           | 5:16                                               |
| 7.                                                 | «Sunrise»                                                                                             | 1:01                                               |
| 8.                                                 | «Resting Comfortably — Nasty Remix»                                                                   | 2:17                                               |
| 9.                                                 | «Nightmarish Waltz»                                                                                   | 3:12                                               |
| 10.                                                | «Lifetime»                                                                                            | 1:14                                               |
| 11.                                                | «Last Movie»                                                                                          | 1:06                                               |
| 12.                                                | «Tender Sugar» (performed by Mary Elizabeth McGlynn)                                                  | 5:27                                               |
| 13.                                                | «Your Rain» (performed by Mary Elizabeth McGlynn)                                                     | 4:41                                               |
| 14.                                                | «Two Evils»                                                                                           | 2:04                                               |
| 15.                                                | «Underground Dawn — EEE Mix»                                                                          | 4:12                                               |
| 16.                                                | «Memories II»                                                                                         | 3:34                                               |
| 17.                                                | «Tender Sugar — Empire Mix» (performed by Mary Elizabeth McGlynn)                                     | 5:14                                               |
| 18.                                                | «Waverer — Slide Mix»                                                                                 | 3:04                                               |
| 19.                                                | «Your Rain-Rage Mix- (from DDR Extreme)» (performed by Mary Elizabeth McGlynn)                        | 1:29                                               |
| 20.                                                | «Waiting for You ~ LIVE at Heaven's Night ~ (unreleased tunes)» (performed by Mary Elizabeth McGlynn) | 6:19                                               |

| Silent Hill 4 The Room: Robbie Tracks | Silent Hill 4 The Room: Robbie Tracks | Silent Hill 4 The Room: Robbie Tracks |
| #                                     | Назва                                 | Тривалість                            |
| ------------------------------------- | ------------------------------------- | ------------------------------------- |
| 1.                                    | «German»                              | 05:14                                 |
| 2.                                    | «French»                              | 06:10                                 |
| 3.                                    | «Swedish»                             | 04:29                                 |
| 15:53                                 |                                       |                                       |

| Silent Hill 4 The Room: Premium disc | Silent Hill 4 The Room: Premium disc | Silent Hill 4 The Room: Premium disc |
| #                                    | Назва                                | Тривалість                           |
| ------------------------------------ | ------------------------------------ | ------------------------------------ |
| 1.                                   | «Room Of Angel»                      |                                      |
| 2.                                   | «Confinement»                        |                                      |
| 3.                                   | «Cradel Of Forest»                   |                                      |

| Silent Hill 4: The Room — Inescapable Rain In Yoshiwara | Silent Hill 4: The Room — Inescapable Rain In Yoshiwara | Silent Hill 4: The Room — Inescapable Rain In Yoshiwara |
| #                                                       | Назва                                                   | Тривалість                                              |
| ------------------------------------------------------- | ------------------------------------------------------- | ------------------------------------------------------- |
| 1.                                                      | «Inescapable Rain In Yoshiwara (Special Chapter)»       | 16:07                                                   |

## Великодні яйця
- Керуючий Сандерленд — батько Джеймса Сандерленда з Silent Hill 2[88].
- Стів Гарланд, власник зоомагазину, найімовірніше родич Лізи Гарланд з першої частини Silent Hill[89].
- Ім'я Волтер Салліван кілька разів зустрічається в Silent Hill 2[90].
- В процесі проходження в «Будинку Бажань» кілька разів буде згадана Алессі з Silent Hill[91][92].
- Побувавши кілька разів у своїй квартирі, Генрі побачить що в туалеті щось застрягло та запропонує витягнути. Аналогічна сцена була в другій, і в третій частині гри. Примітно те, що ні Генрі, ні Хізер не ризикнуть дістати предмет[93].
- Якщо Генрі, екіпірованого бензопилою залишити без рухів перед переможеним ворогом, він підійме свою зброю над головою. Щось подібне робив та Джеймс з Silent Hill 2. Це є відсиланням до фільму «Зловісні Мерці»[5].
- Джозеф Шрайбер згадується як автор статті журналу, що знаходяться Хізер Мейсон в третин частини гри. Стаття засуджувала діяльність притулку «Будинок Надії», яким керує Орден[94].
- В квартирі Ейлін зустрічається іграшковий заєць з Silent Hill 3. Повітряна куля, який видно з вікна квартири Генрі також виконаний у формі голови зайця[95].
- Пісня Waiting for You, яка увійшла в офіційний альбом, відсилає до листа, отриманого Джеймсом Сандерлендом в SH2 (Well, I'm alone there now… In our «special place» Waiting for you) і клубу Heaven's Night[32].

## Огляди

### Рецензії зарубіжної преси
| Агрегатор    | Оцінка  | Оцінка  | Оцінка  |
| Агрегатор    | PC      | PS2     | XBOX    |
| ------------ | ------- | ------- | ------- |
| GameRankings | 70,35 % | 76,13 % | 73,16 % |
| Metacritic   | 67/100  | 76/100  | 76/100  |

| Видання   | Оцінка | Оцінка  | Оцінка |
| Видання   | PC     | PS2     | XBOX   |
| --------- | ------ | ------- | ------ |
| 1Up.com   | C      | B       | C+     |
| Eurogamer |        | 7/10    | 6/10   |
| GameSpot  | 7,6/10 | 7,9 /10 | 7,9/10 |
| GameSpy   | 3,5/5  | 4/5     | 4/5    |
| IGN       | 6,9/10 | 8/10    | 8/10   |

IGN в превью на E3 2004 назвав Silent Hill 4 найкращою пригодницькою грою PlayStation 2. Після випуску 2004 року, гра привертала увагу центральних випусків новостей Сі-Ен-Ен, Бі-Бі-Сі та Таймс. Згідно з рейтингами сайту Metacritic середня оцінка гри становиьть 76 з 100 для PS2 та Xbox, і 67 з 100 для PC. Сайт Game Rankings поставив середню оцінку 76,13 % для PS2-версії, 73,16 % для Xbox, і 70,35 % для PC.
| Видання                  | Оцінка |
| ------------------------ | ------ |
| Computer and Video Games | 6,3/10 |
| GamePro                  | 4/5    |
| GameRevolution           | B      |
| Pocket Gamer             | 8,2/10 |
| TeamXbox                 | 8,2/10 |

PS2-версія гри отримала значні 8 балів від рецензента IGN Дугласа К. Перрі. Перрі описав гру як «не блискучу, але й не жахливу», і був розсерджений браком поєдинків з босами та ускладненими загадками. Стаття висловлювала змішані почуття автора безпосередньо до самої «Кімнаті», і в той же час він зазначив, що це була «хороша ідея», але був незадоволений необхідністю постійних повернень в 302 квартиру. Його заключний коментар так само відзначив та інший недолік гри — «Вся класична стилістика стала настільки знайомої та впізнаваною в серії, що перетворилася на кліше».
Кристал Рід, рецензент від Eurogamer, висловив розчарування бойовою системою гри, обмеженим інвентарем та відсутністю стандартних загадок. Однак він залишився задоволений основною сюжетною лінією, графікою та аудіо, і дав грі оцінку 7/10 для PS2 та 6/10 для Xbox-версії. Однак, попри недоліки, автор висловив думку, що «прихильники ігор в жанрі хоррор, як правило мають достатньо товсту шкіру та нескінченні запаси терпіння, так що багато з цих критичних зауважень не буду відволікати їх від отримання нових відчуттів». GameSpot оцінив PS2-версію і порт для Xbox в розмірі 7.9 бали, зазначивши бойову систему, що знаходиться «в зародковому стані» та поліпшений інтелект ворогів. Резюме — «Не всі зміни пішли на користь серії, однак темна напружена історія дозволяє Silent Hill тримати марку».
PC-порт отримав нижчі оцінки, порівняно з консолями. Рецензент IGN скаржився на «самі розпливчасті текстури, які ми бачили за останній час», на «кілька серйозних графічних багів», і «надзвичайно низьку чутливість миші», що серйозно ускладнює геймплей. Грі привласнили порівняно низьку оцінку 6.9. В огляді від GameSpot версії для PC поставлена оцінка — 7.6, автор похвалив графіком «добре оптимізовану для PC», але визнав незручне управління.
Рецензент Че Чоу від 1UP.com поставив PC-порту оцінку C і позначив намагання серії «вийти за рамки цифрових жахів». Сам порт, створений за принципом «тяп-ляп та готово», охарактеризований як вкрай недбалий-Позначилися розпливчасті текстури, зменшення кількості деталей обстановки до «сирого мінімуму», «незручне управління» та «марна камера». Позитивно були охарактеризовані поява перспективи від першої особи, саспенс та динамічний звуковий дизайн, що створює «похмуре та гнітючий настрій». «The Room — неперевершений шедевр, тільки потрібно знати, що за видатну атмосферу доведеться платити». У рецензії для PS2-версії автор похвалив «винахідливий сценарій», наявність різноманітних порозумнішали ворогів. Рецензент заявив, що внаслідок обмежених можливостей у гравців «мало шансів оцінити нову бойову механіку». Заплямований екшен, брак босів та головоломки названі істотними недоліками ігри. Грег Орландо, обговорюючи Xbox-версію висловив негативне ставлення до безсмертним ворогам, а також був незадоволений необхідністю стежити за Ейлін. Як плюса зазначено зменшення кількості «Дурних головоломок».
Рецензент від журналу Computer and Video Games оцінив гру в 6,3 бали, зауваживши, що «Четверта частина довгограючою серії від Konami могла б багато дати франшизі, але обмежується лише завоюванням купки нових прихильників». Автор звернув увагу на те, що гра "грамотно використовує сильні сторони своїх попередників"в області сюжету. Також позитивно відзначено саундтрек «гідної якості». У мінуси гри приписані розмиті текстури, рідкісні збереження та незручне управління.
На думку рецензента Стар Дінго ресурсу Gamepro.com, сюжетна основа The Room «краща, ніж в оригінального Silent Hill або SH3, і тримається на рівні з нестримною SH2». Розробники «перевершили себе технічно, створивши ідеально освітлені приміщення». Автор зазначив, що «світ сну» рясніє традиційними елементами серії-«великою кількістю зламаних дверей, страшних коридорів, ключів та монет…», в то Тоді як «реальний світ» підносить геймерам логічні загадки. Бойова система названа «хиткою», однак «ніхто не буде стверджувати, що у будь-який інший частині серії Silent Hill було прийнятне управління». Автор оцінив гру в чотири бали з п'яти. Підсумок-«Silent Hill як і раніше залишається високим мистецтвом, тільки розробники не зовсім зрозуміли, яким воно повинно бути».